# Río Pacaya
Der Río Pacaya ist ein etwa 425 km langer linker Nebenfluss des Río Ucayali im Nordosten von Peru in den Provinzen Ucayali und Requena der Region Loreto.

## Flusslauf
Der Río Pacaya entspringt im Westen des Distrikts Sarayacu in einem bis zu 300 m hohen Höhenrücken, der eine nördliche Fortsetzung der Cordillera Azul bildet. Der Río Pacaya fließt anfangs 15 km in Richtung Nordnordost und erreicht das Amazonastiefland westlich des Río Ucayali. Er fließt anschließend knapp 20 km nach Osten. Dabei nimmt er das Wasser des weiter südlich verlaufenden Río Alfaro auf. Später wendet er sich nach Norden, ab Flusskilometer 225 fließt er in Richtung Ostnordost. Dabei wird er im Osten von den Altarmen des Río Ucayali flankiert. Weiter westlich fließt der Río Samiria. Schließlich mündet der Río Pacaya gegenüber dem Distriktverwaltungszentrums Bretaña in den Canal de Puinahua, ein linker Flussarm des Río Ucayali.

## Einzugsgebiet
Der Río Pacaya entwässert eine Fläche von ungefähr 4400 km². Das Einzugsgebiet des Río Pacaya erstreckt sich über den Nordwesten des Distrikts Sarayacu sowie einen Großteil des Distrikts Puinahua ausgenommen das Quellgebiet des Río Samiria im Westen des Distrikts. Das Einzugsgebiet des Río Pacaya grenzt im Norden an das des Río Yanayacu, im Westen an das des Río Samiria, im Südwesten an das des Río Huallaga, im äußersten Süden an das des Río Santa Catalina, sowie im Osten an das des oberstrom gelegenen Río Ucayali. Das Gebiet ist weitgehend unbewohnt und besteht fast vollständig aus tropischem Regenwald und Sumpfgebieten. Das Gebiet im Distrikt Puinahua liegt innerhalb der Reserva Nacional Pacaya-Samiria. Im äußersten Süden des Einzugsgebietes befindet sich das Schutzgebiet Concesión para Conservación Luis Tello Ochoa.